# نادي أفان ليدو
نادي أفان ليدو لكرة القدم (Afan Lido Football Club) هو نادي كرة قدم ويلزي، تأسس سنة 1967.